# Hospital Sanatorio Marítimo San Juan de Dios
El Hospital Sanatorio Marítimo San Juan de Dios es un centro hospitalario de la Orden Hospitalaria de San Juan de Dios de la Provincia Sudamericana Meridional, que se ubica en la ciudad de Viña del Mar, Chile.

## Historia
En 1929, la Orden Hospitalaria de San Juan de Dios, inicia su obra en la ciudad chilena de Viña del Mar.
La obra sería crear una institución sin fines de lucro con la finalidad de atender a niños, niñas y jóvenes vulnerables económicamente con multidéficit provenientes de todo Chile para comenzar con la neurorehabilitación de los menores, con excelencia médica enfocándose en mejorar la calidad de vida de los pacientes. La obra se construye a orillas del mar en la Avenida San Martín de la ciudad jardín.
En el año 2007, se inicia la construcción de un nuevo hospital, ya que el anterior no cumplía con la tecnología necesaria y era muy difícil su mantención, por lo que debía efectuar su traslado.
La nueva infraestructura del Sanatorio Marítimo San Juan de Dios fue entregada a la comunidad el 6 de abril de 2009, en una ceremonia oficiada por personalidades de la Iglesia Católica, de la Orden y los profesionales de la salud que atenderán a los internos en riesgo.
En el año 2010 se habilita el 5º piso del nuevo edificio, orientado a la atención de adultos mayores, creando la Unidad de Adulto Mayor San Juan Pablo II y San Ricardo Pampurri.

## Característica de los menores
Son menores derivados del Servicio Nacional de Menores de Chile, con una clara vulneración de sus derechos, que tienen un rango de edad de 2 a 75 años con patologías neurológicas.

## Infraestructura

### Servicios Clínicos y de Apoyo
- Unidad de Pediatría San Rafael
- Unidad de Pediatría San Juan
- Unidad de Adulto Mayor San Riccardo Pampuri
- Unidad de Adulto Mayor Beato Juan Pablo II
- Centro Médico y Rehabilitación
- Centro Odontológico
- Laboratorio Clínico Caledonian
- Servicio de Urgencia SAPU Gómez Carreño
- Servicio de Esterilización

### Servicios Educacionales y otros
- Escuela Especial San Juan de Dios
- Auditorio
- Capilla San Juan de Dios
- Cafetería Granada

## Campus Clínico
Al ser un centro hospitalario de vasta trayectoria en la atención Pediátrica y de Salud Mental, el "Hospital Sanatorio Marítimo San Juan de Dios" ejerce docencia de las Ciencias Médicas a través de instituciones de Educación Superior acreditadas por el Ministerio de Salud y Ministerio de Educación de Chile en diversas carreras:
- Universidad de las Américas: Enfermería, Técnico en Enfermería de Nivel Superior.
- Universidad Viña del Mar: Odontología, Enfermería, Nutrición y dietética, Kinesiología.
- Universidad de Aconcagua: Enfermería.
- Instituto Profesional AIEP de la Universidad Andrés Bello: Técnico en Enfermería de Nivel Superior y Podología Clínica.
- Instituto Profesional DuocUC: Técnico en Enfermería de Nivel Superior.
- CFT de la U. de Valparaíso: Técnico en Enfermería de Nivel Superior.
- CFT Diego Portales: Técnico en Enfermería de Nivel Superior.
- Cruz Roja Chilena: Cuidador de Adulto Mayor.